# 滕修
滕修（？—288年），字顯先，南陽西鄂人，三国时期、晋朝政治人物。

## 生平
其早先为三国时期东吴政权任职，并封西鄂侯。孫皓时期，代替熊睦为广州刺史，治理有方。后广州地方郭馬等人叛乱，孙皓命其镇压，并任命为使持節、都督廣州軍事、鎮南將軍、廣州牧。尚未攻克时，晋朝对东吴发动进攻，滕修率领军队去救难。到巴丘时候，孙皓已经投降。滕修于是痛哭而还，后与廣州刺史閭豐、蒼梧太守王毅送印綬。后晋朝下诏命其为安南將軍，继续担任廣州牧、持節、都督，并封武當侯，负责南方事务。太康九年卒，諡號聲，不過在兒子滕並請求下，諡號才改去忠。

## 延伸阅读
[在维基数据编辑]
 《晉書/卷057》，出自房玄齡《晉書》